# Liolaemus scrocchii
Espèce
Statut de conservation UICN

 LC  : Préoccupation mineure
Liolaemus scrocchii est une espèce de sauriens de la famille des Liolaemidae.

## Répartition et habitat
Cette espèce est endémique d'Argentine. Elle se rencontre dans les provinces de Jujuy et de Salta,. Elle est présente entre 4 000 et 4 700 m d'altitude. Elle vit dans la puna. On la trouve sur les affleurements rocheux et le substrat rocheux où poussent des buissons Baccharis, Fabiana, Parastrephia.

## Description
C'est un saurien vivipare.

## Étymologie
Cette espèce est nommée en l'honneur de Gustavo José Scrocchi.

## Publication originale
- Quinteros, Abdala & Lobo, 2008 : Redescription of Liolaemus dorbignyi Koslowsky, 1898 and description of a new species of Liolaemus (Iguania: Liolaemidae). Zootaxa, no 1717, p. 51-67.